# Caenis namorona
Caenis namorona is een haft uit de familie Caenidae. De wetenschappelijke naam van de soort is voor het eerst geldig gepubliceerd in 1995 door Malzacher.
De soort komt voor in het Afrotropisch gebied.